# Petzi
Petzi (en danois : Rasmus Klump) est une série animalière danoise de bande dessinée pour enfants créée en 1951 par le couple Vilhelm Hansen (dessin) et Carla Hansen (scénario), et mettant en scène de manière humoristique les voyages en bateau de l'ourson Petzi et ses amis. À ce jour, la série a été traduite dans une dizaine de langues. C'est un grand classique du genre au Danemark.

## Genèse

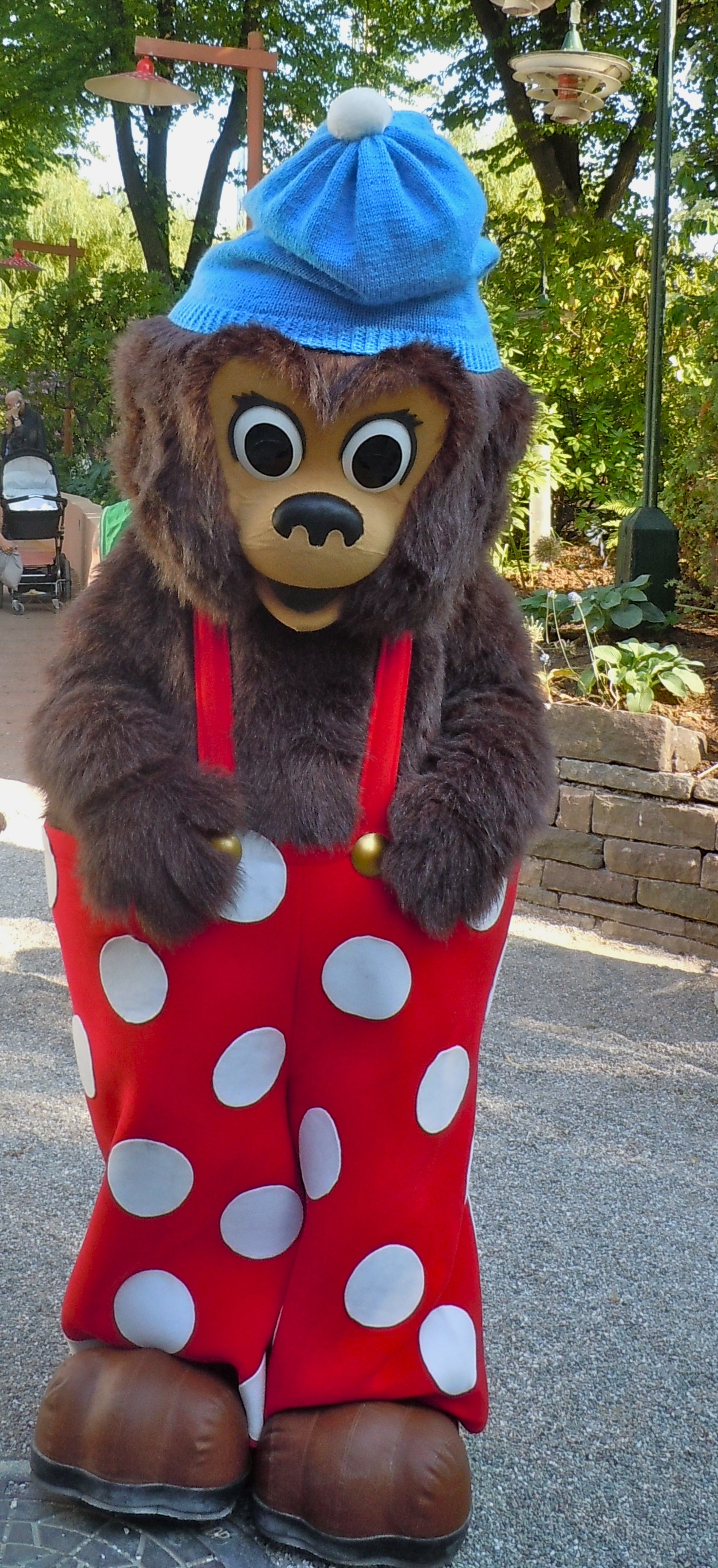
Employé en costume de Petzi dans la section « Le monde de Petzi » des Jardins de Tivoli à Copenhague.

À la fin des années 1940, le PIB (Presse-Illustrations-Bureau, ou bureau des illustrations de presse) avait un certain succès auprès des journaux avec la série Strutsen Rasmus (« L'autruche Erasme », « Rasmus » provenant de « Erasmus ») qu'elle leur vendait. Dessinée par Jørgen Clevin, la série racontait les aventures humoristiques de l'autruche du même nom en Afrique. Lorsque celle-ci s'arrêta, le PIB demanda à Vilhelm et Carla Hansen qui avaient déjà travaillé pour eux de leur proposer une nouvelle série, avec la seule condition qu'elle devait avoir « Rasmus » dans le titre. Les Hansen proposèrent d'abord une tortue prénommée Rasmus, mais tandis que le PIB appréciait l'idée, ils n’aimaient pas le fait d'avoir un personnage principal qui soit petit et lent. Les Hansen proposèrent alors un ourson qui fut accepté ; ils demandèrent néanmoins de garder leur tortue, qui deviendra le petit « Pildskadden » (« Caroline » en v.f.). Cet ourson fut d'abord appelé Bjørnen Rasmus (« l'ours Rasmus »). Carla Hansen trouvait le nom trop agressif pour une série pour enfants, et estimait que l'ourson méritait d'avoir un vrai nom de famille. Rasmus Klump (« Erasme Bosse ») fut alors choisi, « Klump » étant le nom d'un Golden retriever vivant dans l'appartement situé sous celui des Hansen à Copenhague.

## Publication danoise
La série Petzi est prépubliée à partir du 17 novembre 1951 dans le journal danois Berlingske Aftenavis, en tant que petits strips journaliers en noir et blanc, et ce jusqu'en 1959, année durant laquelle la série principale entrera en hiatus jusque 1981. Le premier album sera édité chez Carlsen en couleur en 1952, les autres histoires prépubliées de 1952 à 1959 seront éditées jusqu'en 1980, à raison d'un album par an.
Durant le hiatus, les Hansen produisent des illustrations et divers livres dérivés. À partir de 1965, ils passent le flambeau à des dessinateurs et auteurs qui se succèdent la plupart du temps de manière anonyme, comme Jørgen Sonnergaard, Paul Schiøtt, Werner Wejp Olsen, Per Sanderhage et Thierry Capezzone.
Après la sortie en 1980 du dernier tome prépublié, cinq nouveaux albums sont publiés de 1981 à 1985, pour comptabiliser finalement 36 albums. Ces derniers tomes consistent en des gags et histoires courtes d'une demi-page à plusieurs pages plutôt qu'en une seule histoire complète, et les dialogues sont dans des phylactères traditionnels.
En 2005 sort le tome 37, Rasmus Klump i Kina (Petzi en Chine), une histoire inachevée de 1956 et jusqu'alors inédite en album,,.
En 2007, l'éditeur Carlsen ainsi que les droits de la série pour le Danemark sont rachetés par le groupe de médias danois Egmont ; la publication danoise de la série proprement dite est depuis à l'arrêt au Danemark, mais pas à l'étranger. Malgré cela, sont toujours publiés un magazine mensuel (qui a introduit un nouveau personnage, Mille, une oursonne portant une robe et un bonnet de couleur rose), des livres d'histoires pour les tout petits réalisés par divers auteurs (notamment des livres audio et des livres basés sur le style du dessin animé de 1996), des livres de quiz et de cuisine, des CD de musique et des jeux vidéo. De nombreux produits dérivés sont toujours fabriqués, des applications iOS existent aussi, et un spectacle musical autour de Petzi a eu lieu d'avril à septembre 2013 aux Jardins de Tivoli à Copenhague, où Petzi dispose de sa propre section, "Rasmus Klumps Verden" (« Le monde de Petzi »),. Il existe aussi une chaîne danoise de crêperies nommée Rasmus Klump Familierestaurant, qui possède aussi des attractions sur le thème de Petzi.

## Publication francophone

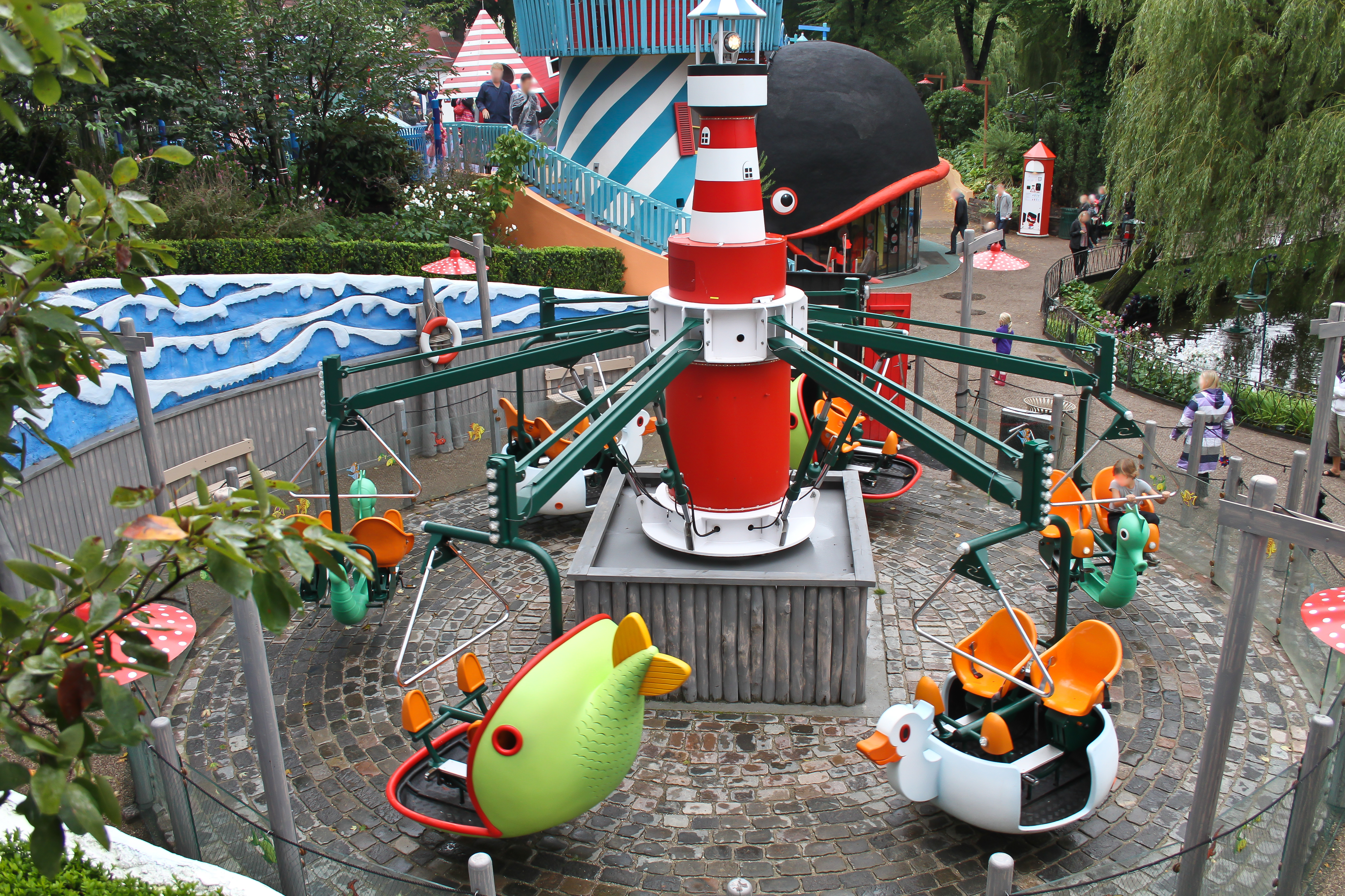
Attraction basée sur Petzi et la course de bateaux dans la section « Le monde de Petzi » des Jardins de Tivoli à Copenhague.

Le nom « Petzi », choisi par l'éditeur allemand, est dérivé de « Meister Petz », nom de l'ours Brun (ou Bruno ou Bruin), dans la version allemande du Roman de Renart.
Petzi apparait pour la première fois sur le marché francophone le 2 octobre 1952 dans les pages « Jeunes » du jeudi du journal français La Nouvelle République du Centre-Ouest, en tant que Les Aventures de Nounou, Pingo et Pelli, titre choisi par la rédaction, et avec les strips originaux noir et blanc adaptés en pleine page. « Nounou » est dérivé du nom du journal, « Pingo » et « Pelli » sont basés sur les espèces de Pingo et Rikki. En 1955, la série est renommée Les Aventures de Nounou, Pingo et Petzi, le pélican prenant par erreur le nom allemand de l'ourson. 1956 voit les noms définitifs des personnages se dessiner avec le titre Les Aventures de Petzi, Pingo et Kiki (« Kiki » étant transformé en « Rikki » lorsque Casterman publie le premier album en 1958). La prépublication dans La Nouvelle République cesse la même année, pour reprendre dans les années 1960 dans le magazine français Le Petit Écho de la Mode et le magazine belge Samedi-Jeunesse,,,.
La série en français est publiée en albums de 1958 à 2016 par l'éditeur belge Casterman. Elle compte deux éditions différentes, la première est publiée de 1958 à 1984, la seconde de 1985 à 2016. De 2016 à 2019, Petzi est éditée par l'éditeur belge Place du Sablon. À partir de 2020, ce sont les éditions Caurette qui reprennent la série, en publiant à la fois des nouveautés dessinées par Thierry Capezzone et les albums "historiques" de Petzi. Caurette a notamment édité :
- Petzi et le cochon volant, janvier 2020  (ISBN 979-10-96315-49-9)
- Petzi Alpiniste, octobre 2021  (ISBN 979-10-96315-72-7)
- Le Noël de Petzi, novembre 2021  (ISBN 978-23-82890-08-0)
- Petzi et le volcan, février 2022  (ISBN 9782382890134)
- Petzi fermier, avril 2022  (ISBN 978-2-38289-020-2)
- Petzi se mouille, novembre 2022  (ISBN 978-2-38289-046-2)
- Petzi fait la moisson, mars 2023  (ISBN 978-2-38289-055-4)
- Petzi et le détective, septembre 2023 (ISBN 978-2-38289-082-0)
- Petzi voyage sous terre, novembre 2023  (ISBN 978-2-38289-083-7)
- Les vacances de Petzi, mai 2024  (ISBN 978-2-38289-116-2)
- Petzi et la locomotive, septembre 2024  (ISBN 978-2-38289-124-7)

## Mise en page
Lorsque les strips prépubliés danois sont adaptés en albums en 1952, certaines modifications sont faites pour coller à un format livre de 32 pages : certains strips présents dans la prépublication ne sont pas conservés ; il en résulte parfois des histoires réduites d'environ un quart (par ex. Petzi et son grand bateau), de deux tiers (par ex. Petzi en plongée), ou de quelques cases (par ex. Radio-Petzi). Ces coupes incluent par exemple la première apparition du perroquet. Certaines cases sont aussi agrandies pour occuper la place de quatre cases normales, permettant de rallonger la taille du livre. Les coupes varient d'un pays à l'autre ; les éditions allemandes par exemple ont subi plus de coupes que les éditions francophones,. En 2013, l'éditeur allemand Carlsen lance sa série d'intégrales de la série à l'initiative de Per Sanderhage, l'un des auteurs post-Hansen de Petzi. Faite de deux tomes, elle propose pour la première fois la totalité des strips manquants dans des histoires recompilées et dans le noir et blanc d'origine. Le premier tome couvre les années 1951 à 1955 ; le second, sorti en 2014, les années 1955 à 1959, ce qui couvre toute la période de prépublication de la série, en excluant donc les tomes publiés entre 1981 et 1985. En 2016, Place du Sablon succédant à Casterman à la publication de la série en français, base ses albums sur cette intégrale allemande, débutant ainsi la troisième édition francophone.
Une des particularités de la narration des éditions originales et premières éditions étrangères de Petzi est que les dialogues, au lieu d'être dans des phylactères, sont placés sous les illustrations (la version française, première série, inclut en plus en médaillon l'effigie du personnage prenant la parole — ce n'est repris dans aucune autre version, toutes langues confondues). C'était monnaie courante à l'époque, comme dans les séries américaines Flash Gordon de Alex Raymond, Prince Vaillant de Harold Foster, ou encore Tarzan de Burne Hogarth. En 1981, après la fin de la publication en albums des histoires prépubliées, les Hansen proposent d'abandonner cette méthode pour passer aux phylactères traditionnels pour les nouvelles histoires débutées avec le tome 32 de la série originale, Petzi rencontre Tic-Tac (tome 30 dans la première série francophone). En outre, à partir de ce tome les albums rassemblent des gags et histoires courtes d'une demi à plusieurs pages plutôt qu'une seule histoire complète.

## Histoire et personnages
Les histoires de Petzi correspondent fort à des jeux d'enfants, expliquant le succès initial auprès d'eux : construction et bricolage aisé de choses a priori complexes, et aventures invraisemblables au dénouement toujours heureux.
À bord du bateau le Mary (en v.o. « Det gode skib Mary », litt. « Le bon navire Mary »), Petzi et ses amis parcourent un monde rassurant peuplé uniquement d'animaux tous gentils, mais où les surprises et les rencontres exotiques sont très nombreuses, et où la satisfaction des personnages se marque systématiquement en mangeant des piles de crêpes ou du riz au chocolat. Les personnages sont très bricoleurs et peuvent construire quasiment tout, et peuvent être autant très naïfs qu’extrêmement pragmatiques face à telle ou telle situation.

### LeMaryet son équipage
Au début du premier tome, Petzi et son grand bateau, Petzi et Pingo trouvent un vieux gouvernail, mais ne savent pas à quoi il sert. Riki leur apprend son utilité, leur donnant l'idée de construire un bateau. L'équipe construit alors un petit bateau de type remorqueur / chalutier, basé sur un dessin réalisé par Petzi, lui-même basé sur un bateau aperçu à l'horizon. Ils le construisent en réutilisant des roues en bois pour la forme de la coque, de vieilles planches pour la coque et deux tonneaux pour les cheminées. C'est Petzi qui choisit le nom, d'après le prénom de sa mère, et le peint sur la coque. Il est principalement rouge, le gouvernail est sur le pont, et la cabine contient des lits superposés, un poêle, une table, des chaises, le fauteuil à bascule de l'Amiral, le dessin original du Mary et des photos de Petzi, Pingo et Riki étant bébé. À partir de Petzi chez les animaux de la lune sont aussi accrochés derrière le bateau les deux petits bateaux de Petit Canard. Au début de Petzi dans l'île de Robinson, l'équipage subit un naufrage, détruisant le Mary ; le gouvernail est un des rares éléments pouvant être récupéré. Conservant son nom, il est reconstruit avec les matériaux du coin, et se retrouve avec une seule cheminée, faite à partir d'un tronc d'arbre. Il est principalement noir, et le gouvernail est déplacé sur le toit de la cabine.
L'équipage du Mary :

#### Petzi
Capitaine du Mary, l'ourson Petzi (Rasmus Klump en v.o.) est vêtu d'une salopette rouge à pois blancs et d'un bonnet bleu. On rencontre son petit frère (dans Petzi et son petit frère), sa mère Mary (dans Petzi aux pyramides, Petzi et son petit frère, Petzi chez les pingouins, Petzi part en mer, Petzi rencontre Tic-Tac), ainsi que son grand-père (dans Petzi chez son grand-père, Radio-Petzi). Il sera traduit par « Nounou » au début de sa première prépublication dans La Nouvelle République du Centre-Ouest,.

#### Pingo
Un manchot (aussi Pingo en v.o.), Pingo est pourvu d'un nœud papillon blanc. On rencontre ses cousins et son grand-père dans Petzi chez les pingouins. Il se fait souvent cogner avec des objets de manière burlesque.

#### Riki

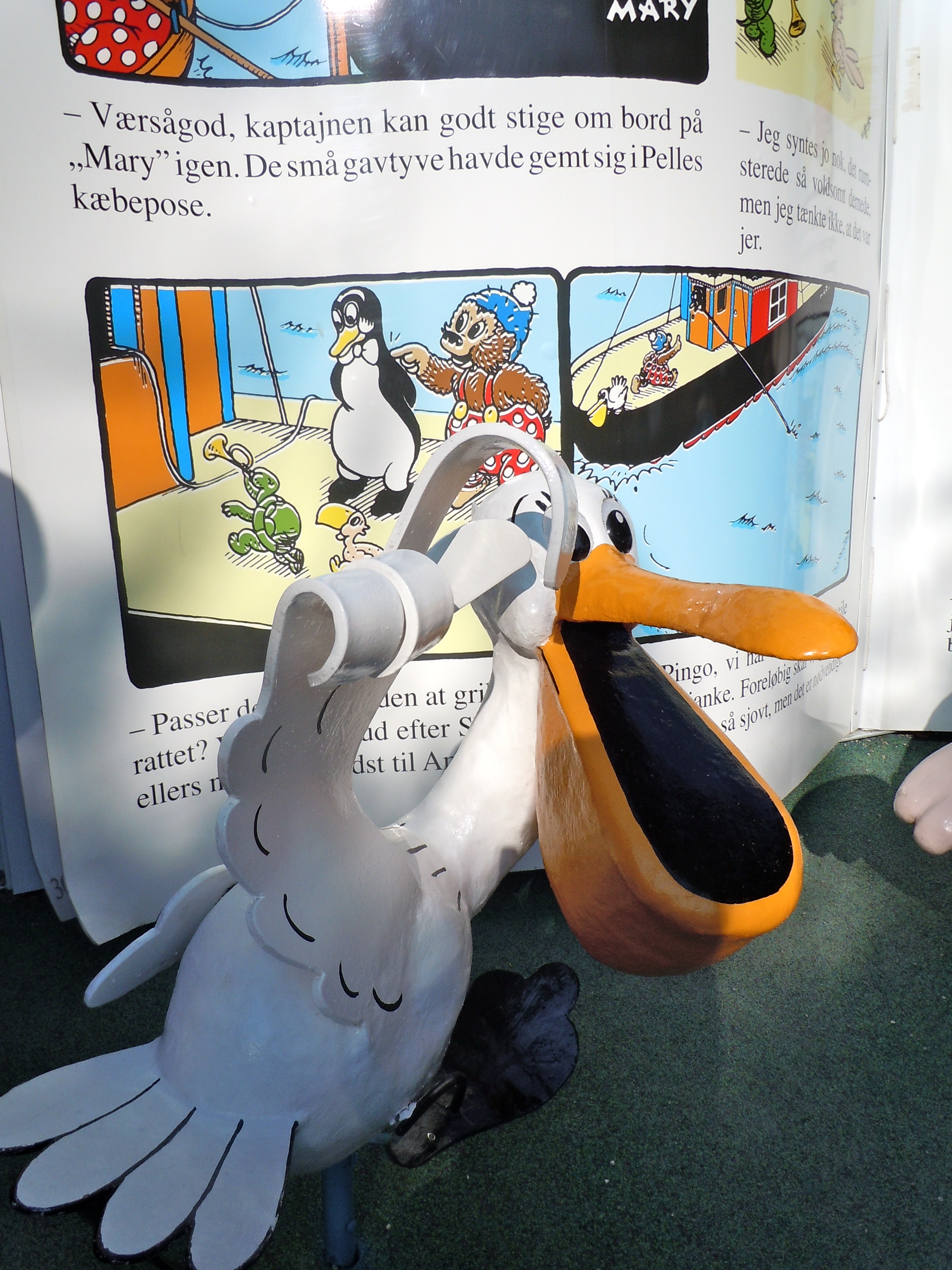
Statue de Riki dans la section « Le monde de Petzi » des Jardins de Tivoli à Copenhague.

Un pélican (Pelle en v.o. provenant de pelikan, « pélican » en danois) qui dispose d'une sorte de bec sans fond où on peut trouver tout ce dont on a besoin, principalement des outils. Il sera traduit par « Pelli » puis « Petzi » au début de sa première prépublication dans La Nouvelle République du Centre-Ouest,.

#### L'Amiral
Un phoque, l'Amiral (Skæg [« barbe »] en v.o.) est un marin à la retraite qui fume la pipe, a les mains dans les poches constamment, porte une ancre tatouée sur le torse, un pantalon bleu, un béret, et des bottes à partir de Petzi alpiniste. Il passe un certain temps à dormir (souvent dans son fauteuil à bascule) et se réveille souvent juste pour manger. Le plus âgé du groupe (le seul clairement identifié comme un adulte), il raconte parfois ses expériences passées. Il intervient peu dans le récit et peut être absent durant la majeure partie d'une histoire. On rencontre son cousin Flouc dans Petzi au pôle Nord ; celui-ci lui est identique en tout point, hormis une pipe de forme différente et une hélice tatouée à la place de l'ancre. Dans certains pays et éditions, la pipe de l'Amiral a été censurée. Tandis qu'il possède un nom à part entière dans la version originale, on l'appelle simplement « l'Amiral » dans la version française.

#### Petit Canard
En fait une autruche, le Petit Canard (Knalle en v.o.) est introduit dans Petzi dans l'île de Robinson. Il mange tout ce qu'il trouve avec sa pelle à poussière donnée par Riki et possède un sac à pharmacie qu'il reçoit dans Petzi chez les animaux de lune. Dans l'album qui suit, Petzi et la course de bateaux, il rattrape le Mary pour les accompagner dans leurs voyages. Ses deux petits bateaux sont alors attachés derrière le Mary. Il quitte la série dans Petzi au château, pour procurer des soins aux habitants du royaume.

#### Les petits
L'équipage compte aussi des personnages secondaires, dits « les petits » (Gavstrikkerne en v.o., pluriel défini de gavstrik, un terme affectueux utilisé pour dénommer un enfant ou un petit animal). Ils interviennent rarement dans le récit et ont très peu de dialogues, se contentant de se livrer à diverses activités humoristiques parallèles telles que des jeux, des sports ou de la cuisine, ainsi que tricher aux cartes avec d'autres personnages secondaires. À terre, ils voyagent souvent dans le bec de Riki. À titre de comparaison, le chat, la souris et le crâne de la bande dessinée Léonard jouent un rôle similaire. Il s'agit, par ordre d'apparition, de :

##### Caroline
Une petite tortue terrestre (Pildskadden en v.o., jeu de mots sur skildpadde, « tortue » en danois) apparaissant dès Petzi découvre un trésor, c'est la seule à participer parfois directement au récit. Elle remplace aussi souvent ses amis à la barre du Mary. En français, ses répliques ont toujours du sens, tandis qu'en v.o. elle se contente plus souvent d'onomatopées. Son ventre et sa tête étaient à l'origine de couleur jaune avec le reste de son corps vert ; elle finit par être entièrement verte. Malgré la traduction « Caroline », nom couramment utilisé en français pour les tortues domestiques, c'est un mâle.

##### Jabiduttilikki
Une grenouille (Jabiduttiperslikkenberg en v.o.) apparaissant dans Petzi découvre un trésor, lorsque Caroline s'occupe soudain de ce qui semble être un bébé dans un landau. Son nom étant trop compliqué (elle se présente elle-même, dans sa seule réplique), Riki choisit « Rainette » (Frømand [« homme-grenouille »] en v.o.) à la place. Comme Caroline, c'est aussi un mâle, malgré son nom français à connotation féminine. Elle quitte la série dans Petzi en plongée, où elle rencontre une femelle grenouille et est remplacée par le perroquet qui apparait juste avant. Son pantalon était à l'origine de couleur rouge avec le reste de son corps vert ; elle finit par être entièrement verte.

##### La petite souris
Cette petite souris noire (Musse [« souris »] en v.o.) apparaît dans Petzi aux pyramides puis quitte la série dans Petzi dans l'île aux tortues où elle fonde une famille.

##### Le perroquet
Une femelle, ce perroquet rose (Gøjen ou Gøjer en v.o., provenant de papegøje, « perroquet » en danois) apparait dans Petzi en plongée, où elle remplacera Rainette comme compagnon de Caroline. Apparaissant subitement dans un landau comme Rainette, elle arrive en fait sur le bateau sous la forme d'un œuf pondu par un perroquet dont Caroline et Rainette vont s'occuper. Ce passage se déroulant sur 6 cases était présent dans la prépublication et a été omis dans les versions publiées, toutes langues confondues. À terre, elle se tient souvent sur le chapeau de l'Amiral. Seules ses ailes et sa queue ont des plumes, le reste de son corps est nu.

## Adaptations
Petzi a aussi été adapté plusieurs fois en dessin animé. Tout d'abord, une version danoise de 13 épisodes est commandée dans les années 1960 ; seuls 3 épisodes sont réalisés. Une version tchèque est diffusée en 1972 et doublée en français. Une série danoise de 13 épisodes sort à nouveau, cette fois en 1984. Une série animée allemande de 52 épisodes, Petzi und seine Freunde (Petzi et ses amis), est diffusée de 1996 à 1998,. Une nouvelle série en images de synthèse, commandée par ZDF et Egmont, est annoncée pour fin 2017. Une co-production danoise, anglaise et allemande, elle comptera 26 épisodes de 12 minutes,.

## Hommages
Pour les 50 ans de Petzi en 2002, le Danemark a fait imprimer le 16 janvier 2002 un timbre à son effigie (ainsi qu'à d'autres personnages de BD danoises), d'une valeur de 4 DKKs,.
Petzi a aussi donné son nom à une récompense, le Rasmus Klump Prisen. Elle est donnée chaque année a toute personne ou organisme qui incarne la philosophie de la série Petzi à travers son travail, c'est-à-dire l'amitié, la fidélité et donner l'exemple aux Danois. La récompense consiste en un dessin original de Petzi, ainsi qu'une statuette de Pingo et 25 000 ou 50 000 DKKs. Habituellement, la personne bénéficiant de la récompense la transmet à une association caritative de son choix. La récompense fut décernée la première fois en 1998 au prince Frederik de Danemark, surnommé « Pingo » par ses amis. Le footballeur danois Michael Laudrup compte aussi parmi les récompensés,.
Pour les 60 ans des éditions francophones de Petzi en 2018, le Château de Saint-Maurice a accueilli une exposition sur la série et son évolution à travers les différentes éditions francophones.

## Petzià travers le monde
Rasmus Klump est publiée sous divers noms à travers le monde:
- Allemand : Petzi (créé par les Allemands, c'est le nom utilisé le plus souvent)
- Anglais : Bruin ; Barnaby Bear ; Bundle
- Espagnol : Pechi
- Féroïen: Rasmus Tøppur
- Finnois : Rasmus Nalle
- Français : Petzi
- Grec : Πέτσυ (Pétsy)
- Islandais : Rasmus Klumpur
- Italien : Petzi
- Néerlandais : Pol
- Norvégien : Bamse Bjørn, Rasmus Klump
- Portugais : Petzi
- Suédois : Rasmus Nalle
- Vietnamien : Petzi

## Listes des albums

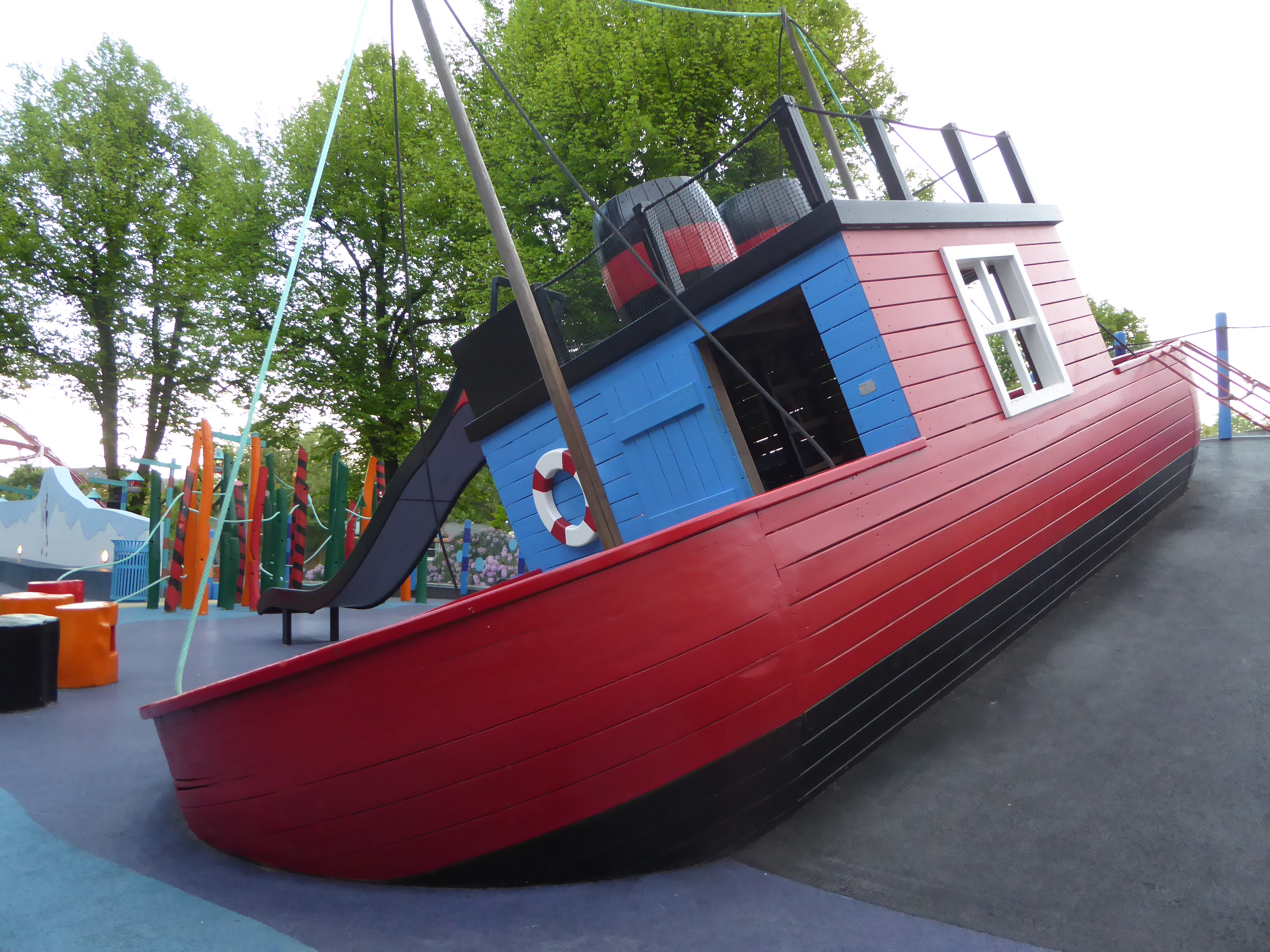
Le Mary échoué dans la section « Le monde de Petzi » des Jardins de Tivoli à Copenhague.

### Série originale danoise (1952-2007)
Petzi a été édité chez Carlsen de 1952 à 2007, date de rachat de la série par Egmont. À l'origine, les éditions originales étaient au format dit « à l'italienne » (du 1 au 16). La série a ensuite été republiée au format standard avec parfois de nouvelles couvertures, des changements au niveau du texte (parfois entièrement réécrit), et un changement de l'ordre des tomes 3 à 16 ; cependant jusqu'au tome 31 ni la numérotation des tomes à l'italienne ni celle des formats standard ne correspondent à l'ordre chronologique de prépublication. Les formats standard comportent deux éditions, la première édition reprenant les dessins des éditions à l'italienne souvent conservés pour les couvertures francophones, la deuxième bénéficiant souvent de nouveaux dessins,.

#### Série principale
La numérotation qui suit est celle du format standard.
1. Rasmus Klump bygger skib (prépublication de 1951 à 1952, album 1952) (littéralement Petzi construit un bateau, traduit par Petzi et son grand bateau)
2. Rasmus Klump møder Ursula (prépublication 1952, album 1953) (littéralement Petzi rencontre Ursule, traduit par Petzi et la baleine)
3. Rasmus Klump træffer mutter Ansjos (prépublication 1952, album 1954) (littéralement Petzi emmène maman Anchois, traduit par Petzi et le gros poisson)
4. Rasmus Klump i Syvsoverland (prépublication de 1952 à 1953, album 1956) (littéralement Petzi au pays des dormeurs, traduit par Petzi au pays du sommeil)
5. Rasmus Klump i pyramiderne (prépublication 1953, album 1954) (littéralement Petzi aux pyramides, traduction identique)
6. Rasmus Klump på Skildpaddeøen (prépublication 1953, album 1956) (littéralement Petzi dans l'île aux tortues, traduction identique)
7. Rasmus Klump på Nordpolen (prépublication de 1953 à 1954, album 1955) (littéralement Petzi au pôle Nord, traduction identique)
8. Rasmus Klump som bjergbestiger (prépublication 1954, album 1957) (littéralement Petzi alpiniste, traduction identique)
9. Rasmus Klump på landet (prépublication 1955, album 1958) (littéralement Petzi à la campagne, traduit par Petzi fermier)
10. Rasmus Klump høster (prépublication 1955, album 1959) (littéralement La moisson de Petzi, traduit par Petzi fait la moisson)
11. Rasmus Klump jorden rundt (prépublication 1959, album 1960) (littéralement Petzi autour du monde, traduit par Petzi fait le tour du monde)
12. Rasmus Klump som dykker (prépublication 1953, album 1962) (littéralement Petzi plongeur, traduit par Petzi en plongée)
13. Rasmus Klump på Robinson Crusoe's ø (prépublication de 1956 à 1957, album 1962) (littéralement Petzi sur l'île de Robinson Crusoé, traduit par Petzi dans/sur l'île de Robinson)
14. Rasmus Klump i Pingonesien (prépublication 1955, album 1963) (littéralement Petzi au pays des manchots, traduit par Petzi chez les pingouins)
15. Rasmus Klump på jagt efter en Møjsengøjser (prépublication 1954, album 1964) (littéralement Petzi à la recherche du Møjsengøjser, traduit par Petzi et le détective)
16. Rasmus Klump på skattejagt (prépublication 1952, album 1954) (littéralement Le trésor de Petzi, traduit par Petzi découvre un trésor)
17. Rasmus Klump bliver konge (prépublication de 1957 à 1958, album 1965) (littéralement Petzi est roi, traduit par Petzi devient roi)
18. Rasmus Klump sjov på slottet (prépublication 1958, album 1966) (littéralement Petzi s'amuse au château, traduit par Petzi au château)
19. Rasmus Klump i Aladdins hule (prépublication 1958, album 1968) (littéralement Petzi dans la grotte d'Aladin, traduit par Petzi dans la caverne enchantée)
20. Rasmus Klump i undervandsbåd (prépublication 1958, album 1969) (littéralement Petzi en sous-marin, traduit par Petzi et le sous-marin)
21. Rasmus Klump og Futkarl (prépublication de 1954 à 1955, album 1970) (littéralement Petzi et Futkarl, traduit par Petzi et la locomotive)
22. Rasmus Klump og hans lillebror (prépublication 1954, album 1971) (littéralement Petzi et son petit frère, traduction identique)
23. Rasmus Klump i Fortidsland (prépublication 1957, album 1972) (littéralement Petzi au pays du passé, traduit par Petzi chez/et les animaux de lune)
24. Rasmus Klump kapsejlads i Fortidsland (prépublication de 1956 à 1957, album 1972) (littéralement La course de Petzi au pays du passé, traduit par Petzi et la course de bateaux)
25. Rasmus Klump i troldeskoven (prépublication 1954, album 1974) (littéralement Petzi dans la forêt enchantée, traduit par Petzi et les lutins / Petzi dans la forêt enchantée)
26. Rasmus Klump i høj sø (prépublication 1956, album 1975) (littéralement Petzi en mer houleuse, traduit par Petzi part en mer)
27. Rasmus Klump blandt hattesvingere (prépublication 1957, album 1976) (littéralement Petzi parmi les chapeaux vieillots, traduit par Petzi au pays des chapeaux)
28. Rasmus Klump til fødselsdagssjov (prépublication 1958, album 1977) (littéralement Petzi à la fête d'anniversaire, traduit par Petzi monte en ballon / Petzi et ses amis)
29. Rasmus Klump på flodtur (prépublication 1957, album 1978) (littéralement Petzi sur la rivière, traduction identique)
30. Rasmus Klump får brev fra bedstefar (prépublication 1958, album 1979) (littéralement Petzi reçoit une lettre de grand-père, traduit par Petzi chez son grand-père)
31. Rasmus Klump bygger radiostation (prépublication de 1958 à 1959, album 1980) (littéralement Petzi construit une station de radio, traduit par Radio-Petzi)
32. Rasmus Klump møder Tik-Tak og andre venner (pas de prépublication, album 1981) (littéralement Petzi rencontre Tic-Tac et d'autres amis, traduit par Petzi rencontre Tic-Tac)
33. Rasmus Klump i vanskeligheder (pas de prépublication, album 1982) (littéralement Petzi a des ennuis, traduit par Les bonnes idées de Petzi)
34. Rasmus Klump klarer en rævestreg (pas de prépublication, album 1983) (littéralement Petzi piège / se fait un renard, traduit par Petzi et l'amateur de crêpes)
35. Rasmus Klump har fart på (pas de prépublication, album 1984) (littéralement Petzi est rapide, non traduit)
36. Rasmus Klump i spøgelseshuset (pas de prépublication, album 1985) (littéralement Petzi dans la maison hantée, non traduit)
37. Rasmus Klump i Kina (prépublication 1956, album 2005) (littéralement Petzi en Chine, traduction identique)

#### Hors-série
L'édition originale inclut plusieurs hors-série non inclus dans la numérotation principale, souvent publiés pour Noël,.
- Rasmus Klump holder jul (1970) (littéralement Petzi prépare Noël, non traduit)
- Året rundt med Rasmus Klump (1972) (littéralement Toute l'année avec Petzi, non traduit)
- Rasmus Klump henter juletræ (1983) (littéralement Petzi coupe un arbre de Noël, non traduit)
- Jul med Rasmus Klump (1991) (littéralement Noël avec Petzi, non traduit)
- Rasmus Klump redder prinsesse Nanna (2001) (littéralement Petzi sauve la princesse Nanna, par Per Sanderhage, non traduit)
- Rasmus Klump laver en film (2002) (littéralement Petzi tourne un film, par Per Sanderhage, non traduit)
- Rasmus Klump og pandekageskibet (2002) (littéralement Petzi et le bateau aux crêpes, par Per Sanderhage, non traduit)
- Rasmus Klump som brandmand (2003) (littéralement Petzi pompier, par Per Sanderhage, non traduit)
- Rasmus Klump og juletræet (2003) (littéralement Petzi et l'arbre de Noël, par Per Sanderhage, non traduit)
- Rasmus Klump og drageungen (2003) (littéralement Petzi et le bébé dragon, par Per Sanderhage, non traduit)
- Rasmus Klump i pandekageland (2004) (littéralement Petzi au pays des crêpes, par Per Sanderhage, non traduit)
- Rasmus Klump og den røde bil (2004) (littéralement Petzi et la voiture rouge, par Per Sanderhage, non traduit)
- Rasmus Klump besøger muldvarperne (2005) (littéralement Petzi rend visite aux taupes, par Per Sanderhage, non traduit)
- Rasmus Klump og påskeharen (2006) (littéralement Petzi et le lapin de Pâques, par Per Sanderhage, non traduit)
- Rasmus Klump i hopla (2007) (littéralement Hop-là Petzi, par Per Sanderhage, non traduit)
- Rasmus Klump har fødselsdag (2012) (littéralement Petzi fête son anniversaire, non traduit)

#### Livres audio
Ces petits livres audio sont publiés depuis 2011.
- Rasmus Klump på kageøen (2011) (littéralement Petzi et le gâteau, non traduit)
- Rasmus Klump i Tivoli (2011) (littéralement Petzi à Tivoli, non traduit)
- Rasmus Klump og den rullende seng (2012) (littéralement Petzi et le lit roulant, non traduit)
- Rasmus Klump og det glemte tog (2012) (littéralement Petzi et le train oublié, non traduit)
- Rasmus Klump & Pilskadden på eventyr (2012) (littéralement Petzi et Caroline qui part à l'aventure, non traduit)
- Rasmus Klump og Gemmedyrene (2012) (littéralement Petzi vient en aide aux animaux, non traduit)
- Rasmus Klump - Skæg og Havfruen (2012) (littéralement L'Amiral et la sirène, non traduit)
- Rasmus Klump holder høns (2012) (littéralement Petzi s'occupe des poules, non traduit)
- Rasmus Klump of damptromlen (2012) (littéralement Petzi et le rouleau compresseur, provenant de Rasmus Klump klarer en rævestreg ou Petzi et l'amateur de crêpes)
- Rasmus Klump hjælper Pips (2012) (littéralement Petzi aide Pips, non traduit)
- Rasmus Klump som brandmand (2012) (littéralement Petzi pompier, non traduit ; édité pour la première fois en livre normal en 2003)

### Éditions francophones

#### Première série francophone (1958-1984)

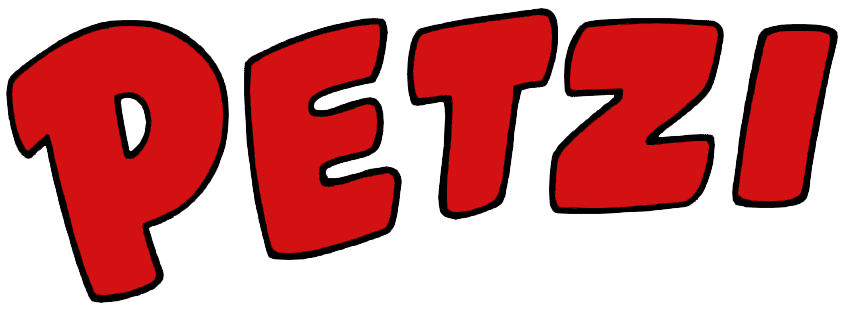
Logo de Petzi utilisé sur les couvertures de 1958 à 1984.

Petzi est publié en album à partir de 1958 par l'éditeur belge Casterman, cette première édition comptant 32 tomes ainsi que deux hors-série.
L'éditeur utilise d'abord du tome 1 au 6 inclus un premier design de couverture dit « étoilé », car décoré par des étoiles et lunes de différentes couleurs sur fond jaune. Les étoiles sont enlevées à partir du tome 7 en 1960, les premiers tomes étant réédités avec le nouveau design. Cette « première série » est éditée jusqu'en 1984, année précédant l'arrêt de publication de la série originale danoise. Tous les tomes n'avaient pas été encore traduits en français, s'arrêtant à 34 tomes en français sur les 36 en danois (certains pays comptent cependant ces deux derniers tomes). La première série peut toujours être trouvée en occasion, à des prix assez bas pour les premiers tomes, et assez élevés pour les derniers,.
De 32 pages chacun, les tomes sont en couleur et à couverture souple. La série compte des différences assez importantes d'ordre des premiers tomes (créant des incohérences entre les histoires), et les couvertures reprennent parfois les dessins des éditions danoises « à l'italienne » (souvent différentes des versions danoises ultérieures), et recouvrant la totalité de la couverture.
Casterman s'occupait aussi de la version néerlandophone de Petzi (traduit par Pol), qui est identique à la version francophone tant au niveau du design que l'ordre des tomes, si bien qu'elle contient un tome traduit de plus que la version francophone, le tome 33.
En 1977, deux hors-série de 64 pages chacun à couverture cartonnée sont aussi édités pour le marché français qui était réticent à la commercialisation d'albums souples, le format dans lequel Petzi a toujours été publié. Ils contiennent chacun deux tomes en un, chaque fois un tome inédit et un tome déjà sorti. Le premier tome est Petzi au château (tome 18 dans la série originale) / Petzi aux pyramides (le tome 5), le second tome est Petzi et le gros poisson (tome 3 dans la série originale) / Petzi devient roi (le tome 15). Cela n'a pas fonctionné car le prix était trop élevé par rapport à celui des albums souples habituels. Ces deux tomes resteront inédits dans le format de la première édition.
La période de la première série voit aussi la sortie de 10 petits albums publicitaires offerts par le chocolat Cadbury,, ainsi que des albums de coloriage à partir de 1976.
1. Petzi et son grand bateau (1958)  (ISBN 9782203301016)
2. Petzi et la baleine (1958)  (ISBN 9782203301023)
3. Petzi découvre un trésor (1958)  (ISBN 9782203301030)
4. Petzi au pays du sommeil (1958)  (ISBN 9782203301047)
5. Petzi aux pyramides (1959)  (ISBN 9782203301054)
6. Petzi dans l'île aux tortues (1959)  (ISBN 9782203301061)
7. Petzi alpiniste (1960)  (ISBN 9782203301078)
8. Petzi fermier (1960)  (ISBN 9782203301085)
9. Petzi fait le tour du monde (1961)  (ISBN 9782203301092)
10. Petzi en plongée (1962)  (ISBN 9782203301108)
11. Petzi dans l'île de Robinson (1963)  (ISBN 9782203301115)
12. Petzi au pôle Nord (1963)  (ISBN 9782203301122)
13. Petzi et le détective (1965)  (ISBN 9782203301139)
14. Petzi chez les pingouins (1967)  (ISBN 9782203301146)
15. Petzi devient roi (1967)  (ISBN 9782203301153)
16. Petzi fait la moisson (1968)  (ISBN 9782203301160)
17. Petzi dans la caverne enchantée (1969)  (ISBN 9782203301177)
18. Petzi et le sous-marin (1969)  (ISBN 9782203301184)
19. Petzi et la locomotive (1970)  (ISBN 9782203301191)
20. Petzi et son petit frère (1972)  (ISBN 9782203301207)
21. Petzi chez les animaux de lune (1973)  (ISBN 9782203301214)
22. Petzi et la course de bateaux (1974)  (ISBN 9782203301221)
23. Petzi et les lutins (1975)  (ISBN 9782203301238)
24. Petzi part en mer (1976)  (ISBN 9782203325425)
25. Petzi au pays des chapeaux (1977)  (ISBN 9782203301252)
26. Petzi monte en ballon (1978)  (ISBN 9782203301269)
27. Petzi sur la rivière (1979)  (ISBN 9782203301276)
28. Petzi chez son grand-père (1980)  (ISBN 9782203301283)
29. Radio-Petzi (1981)  (ISBN 9782203301290)
30. Petzi rencontre Tic-Tac (1982)  (ISBN 9782203301306)
31. Les bonnes idées de Petzi (1983)  (ISBN 9782203301313)
32. Petzi et l'amateur de crêpes (1984)  (ISBN 9782203301320)

Hors-série 1 : Viens jouer avec Petzi (1969)
Hors-série 2 : Petzi au château (1977)  (ISBN 9782203302013)
Hors-série 3 : Petzi et le gros poisson (1977)  (ISBN 9782203302020)

#### Seconde série francophone (1985-2016)

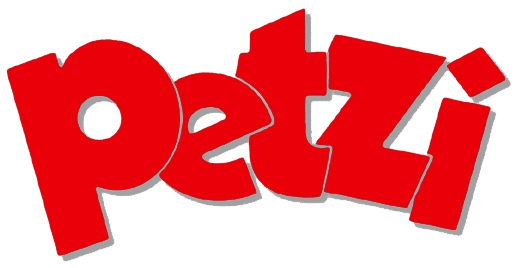
Logo de Petzi utilisé sur les couvertures de 1985 à 2016.

1985 marque la refonte des éditions francophones en la « seconde série » par Casterman (qui verra de nouveaux tomes jusqu'en 2009), édités à la fois en couverture souples et rigides, avec les dessins de couverture cette fois sur un fond blanc et avec un nouveau logo, et constituée de 26 tomes. Le design se base sur la refonte effectuée sur les versions allemandes de Petzi par la branche allemande de Carlsen, l'éditeur de l'époque (autant pour la mise en page, le contenu ou les nouveaux titres), qui s'est basée sur les strips originaux plutôt que sur la première série, ce qui donne lieu à la réinclusion de nombreuses images prépubliées omises de la première série. L'ordre est à nouveau modifié par Carlsen, pour être cette fois identique à la prépublication danoise d’origine, permettant une lecture chronologique plus logique (mais seulement jusqu'au tome 22). À nouveau, la version néerlandophone se colle en tous points à cette refonte.
Cependant, certains albums sont divisés en deux et renommés, et l'aspect même des albums est entièrement refondu, incluant un recadrage et agrandissement des images, remises en couleur et réagencées, ainsi que l'inclusion des textes sous forme de phylactères (imitant les derniers tomes de la série originale), cachant parfois la tête des personnages,. Cette refonte de Carlsen a aussi été appliquée aux autres versions étrangères, notamment celle en portugais.
Cette seconde série est repackagée en 2005, qui voit le design général des couvertures légèrement modernisé (notamment les polices de texte ou le logo de Casterman), et l'inclusion de 6 tomes supplémentaires jusqu'en 2009, non publiés à l'origine dans cette seconde série, et reformatés de la même manière que les tomes précédents, mais cette fois de manière numérique, diminuant grandement la qualité du dessin qui apparaît fort pixelisé,. Elle ne subira plus de changements jusqu'à l'arrêt de sa parution en 2016.
1. Petzi construit son bateau (1985)  (ISBN 9782203325302)
2. Petzi lève l'ancre (1985)  (ISBN 9782203325371)
3. Petzi et la baleine (1985)  (ISBN 9782203325319)
4. Petzi et le gros poisson (1985)  (ISBN 9782203392670)
5. Petzi découvre un trésor (1985)  (ISBN 9782203325326)
6. Petzi au pays du sommeil (1986)  (ISBN 9782203016514)
7. Petzi aux pyramides (1986)  (ISBN 9782203325074)
8. Petzi dans l'île aux tortues (1986)  (ISBN 9782203005525)
9. Petzi en plongée (1987)  (ISBN 9782203325333)
10. Petzi en voyage (1987)  (ISBN 9782203005495)
11. Petzi au pôle Nord (1987)  (ISBN 9782203325340)
12. Petzi dans la forêt enchantée (1987)  (ISBN 9782203005518)
13. Petzi et son petit frère (1988)  (ISBN 9782203325357)
14. Petzi alpiniste (1988)  (ISBN 9782203010765)
15. Petzi et le détective (1988)  (ISBN 9782203010772)
16. Petzi et la locomotive (1988)  (ISBN 9782203011540)
17. Petzi fermier (1989)  (ISBN 9782203325395)
18. Petzi fait la moisson (1989)  (ISBN 9782203325180)
19. Petzi chez les pingouins (1989)  (ISBN 9782203325197)
20. Petzi part en mer (1990)  (ISBN 9782203325425)
21. Petzi sur l'île de Robinson (2005)  (ISBN 9782203325210)
22. Petzi et les animaux de lune (2005)  (ISBN 9782203325364)
23. Petzi en Chine (2006) (inédit des Hansen sorti au Danemark en 2005)  (ISBN 9782203325234)
24. Petzi et ses amis (2008)  (ISBN 9782203325241)
25. Petzi et les machines volantes (2007) (basé sur des histoires plus récentes de Per Sanderhage)  (ISBN 9782203009745)
26. Petzi toujours prêt ! (2009) (basé sur des histoires plus récentes de Per Sanderhage)  (ISBN 9782203022195)

#### Troisième série francophone - Éditions du Sablon (2016-2019)

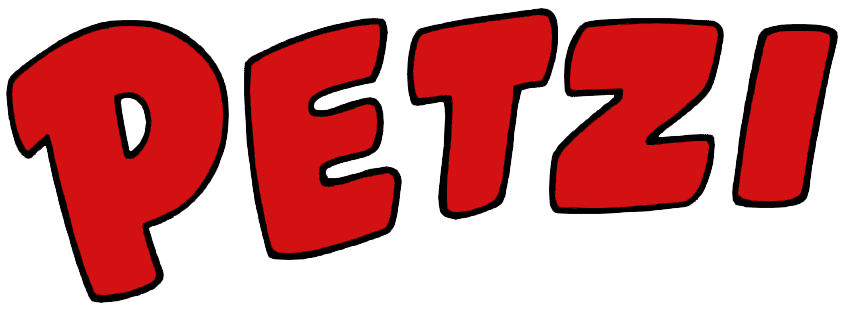
Logo de la première série repris pour la troisième série à partir de 2016.

En 2016, la publication de la seconde série est arrêtée par Casterman pour être reprise par l'éditeur belge Place du Sablon, branche de l'éditeur suisse Paquet, le tout étant supervisé par l'auteur de bande dessinée belge André Taymans. Basée sur les deux intégrales allemandes sorties en 2013 et 2014, cette nouvelle édition propose pour la première fois l'intégralité des strips de 1951 à 1959, dans leur ordre original de prépublication, ce que les deux éditions françaises n'ont toujours fait que partiellement, en 17 tomes à couverture rigide. Les cases ôtées entre la première prépublication et la première parution en album, inédites en danois comme dans les diverses traductions, sont aussi réintégrées, donnant un découpage des albums différent de celui des deux éditions précédentes. Cette édition présente aussi une mise en couleurs inédite, alors les intégrales allemandes proposent les dessins dans le noir et blanc d'origine. La traduction française quant à elle, refaite pour cette édition, se base sur la traduction allemande et non sur le texte danois d'origine. Dans le cadre du contrat, des épisodes hors série sont publiés, à partir de 2017, par l'éditeur Chours, autre branche des éditions Paquet.
1. Petzi construit un bateau (2016)  (ISBN 9782889369935) (Inclut Petzi et son grand bateau de la première édition et Petzi construit son bateau / Petzi lève l'ancre de la seconde édition)
2. Petzi et Ursula (2017)  (ISBN 9782889369911) (Inclut Petzi et la baleine et Petzi et le gros poisson des deux éditions précédentes)
3. Petzi chasseur de trésor (2017)  (ISBN 9782889360109) (Inclut Petzi découvre un trésor et Petzi au pays du sommeil des deux éditions précédentes)
4. Petzi au pays des pyramides (2018)  (ISBN 9782889360277) (Inclut Petzi aux pyramides des deux éditions précédentes)
5. Petzi au pôle Nord (2018)  (ISBN 9782889360291) (Inclut Petzi au pôle Nord des deux éditions précédentes et Petzi et les lutins de la première édition)
6. Petzi et son petit frère (2019)  (ISBN 9782889360314) (Inclut Petzi et son petit frère des deux éditions précédentes)

Hors-série : Petzi et le 7e continent, 2018, scénario et dessin d'André Taymans,  (ISBN 978-2-88934-038-5)

#### Quatrième série francophone - Éditions Caurette (2020-)
En 2020, l'éditeur français Caurette reprend la réédition des albums classiques (dos rouges) amorcée par Place du Sablon, tout en proposant des albums inédits (dos bleus). Un premier album inédit paraît en janvier 2020, écrit par Per Sanderhage et dessiné par Thierry Capezzone.
Les albums sont édités avec couverture cartonnée au format 19,6 cm x  26,8 cm.
1. Petzi et le cochon volant, janvier 2020, scénario : Par Sanderhage, dessin : Thierry Capezzone, couleurs Yel Zamor, 32 pages  (ISBN 979-1-09631-549-9)
2. Petzi alpiniste, octobre 2021, scénario : Carla Hansen, dessin : Vilhelm Hansen, 32 pages  (ISBN 979-1-09631-549-9) (Réédition du tome 7 de la première édition - 1960)
3. Le Noël de Petzi, novembre 2021, scénario et dessin : Thierry Capezzone, 40 pages  (ISBN 978-2-38289-008-0)
4. Petzi et le volcan, février 2022, scénario de Per Sanderhage, dessins de Thierry Capezzone, 32 pages  (ISBN 978-2-38289-013-4) (Réédition de l’album des éditions Chours de 2017)
5. Petzi fermier, avril 2022, scénario : Carla Hansen, dessin : Vilhelm Hansen, 32 pages  (ISBN 978-2-38289-020-2) (Réédition du tome 8 de la première édition - 1960)
6. Petzi se mouille, février 2022, scénario de Per Sanderhage et Brrémaud, dessins et couleurs de Thierry Capezzone, 48 pages  (ISBN 978-2-38289-046-2)
7. Petzi fait la moisson, mars 2022, scénario : Carla Hansen, dessin : Vilhelm Hansen, 36 pages  (ISBN 978-2-38289-055-4) (Réédition du tome 16 de la première édition - 1968)
8. Petzi et le détective, septembre 2023, scénario : Carla Hansen, dessin : Vilhelm Hansen, 40 pages  (ISBN 978-2-38289-082-0) (Réédition du tome 13 de la première édition - 1965)
9. Petzi voyage sous terre, novembre 2023, scénario et dessin : Thierry Capezzone, couleur Katerina Jirkova, 44 pages  (ISBN 978-2-38289-083-7)
10. Les vacances de Petzi, 2024
11. Petzi et la locomotive, 2024

### Par ordre chronologique
Ce qui suit est la première série francophone remise par ordre chronologique de prépublication danoise, c'est-à-dire l'ordre dans lequel les livres doivent être lus. Chaque voyage est séparé par un retour à domicile ou un événement marquant, comme la destruction du Mary.
Premier voyage (sur le Mary I)
- Petzi et son grand bateau
- Petzi et la baleine
- Petzi et le gros poisson
- Petzi découvre un trésor
- Petzi au pays du sommeil

Second voyage (sur le Mary I)
- Petzi aux pyramides
- Petzi dans l'île aux tortues
- Petzi en plongée
- Petzi au pôle Nord
- Petzi et les lutins
- Petzi et son petit frère

Troisième voyage (sur le Mary I)
- Petzi alpiniste
- Petzi et le détective
- Petzi et la locomotive
- Petzi fermier
- Petzi fait la moisson
- Petzi chez les pingouins

Quatrième voyage (sur le Mary I ; destruction du Mary et construction du Mary II)
- Petzi part en mer
- Petzi dans l'île de Robinson
- Petzi chez les animaux de lune
- Petzi et la course de bateaux
- Petzi au pays des chapeaux

Cinquième voyage : sur la rivière (sur le Mary II)
- Petzi sur la rivière
- Petzi devient roi
- Petzi au château
- Petzi dans la caverne enchantée
- Petzi et le sous-marin
- Petzi monte en ballon

Chez le grand-père de Petzi
- Petzi chez son grand-père
- Radio-Petzi

Sixième voyage (en ballon)
- Petzi fait le tour du monde

Histoires courtes à domicile
- Petzi rencontre Tic-Tac
- Les bonnes idées de Petzi
- Petzi et l'amateur de crêpes
- Petzi est rapide (non traduit)
- Petzi dans la maison hantée (non traduit)